# Freeman (Dakota del Sud)
Freeman è un centro abitato (city) degli Stati Uniti d'America, situato nella contea di Hutchinson nello Stato del Dakota del Sud. La popolazione era di 1,306 persone al censimento del 2010.
Freeman venne progettata nel 1879.

## Geografia fisica
Freeman è situata a 43°21′08″N 97°26′03″W.
Secondo lo United States Census Bureau, ha un'area totale di 1,11 miglia quadrate (2,87 km²).

## Società

### Evoluzione demografica
Secondo il censimento del 2010, c'erano 1,306 persone.

### Etnie e minoranze straniere
Secondo il censimento del 2010, la composizione etnica della città era formata dal 94,3% di bianchi, l'1,4% di afroamericani, lo 0,8% di nativi americani, lo 0,2% di asiatici, l'1,4% di altre razze, e il 2,0% di due o più etnie. Ispanici o latinos di qualunque razza erano il 5,3% della popolazione.